# Tân Long Môn Khách sạn
Khách Điếm Long Môn hay Khách sạn rồng xanh (giản thể: 新龙门客栈; phồn thể: 新龍門客棧; bính âm: Xīn lóng mén kè zhàn; tựa tiếng Anh: New Dragon Gate Inn) là một bộ phim điện ảnh kiếm hiệp Hồng Kông được trình chiếu vào năm 1992, do đạo diễn Lý Huệ Dân thực hiện với các diễn viên Lương Gia Huy, Lâm Thanh Hà, Trương Mạn Ngọc, Chân Tử Đan và được sản xuất bởi nhà làm phim Từ Khắc. Ở Bắc Mỹ, phim có tựa đề thông dụng là Dragon Inn.

## Nội dung
Bộ phim lấy bối cảnh năm Cảnh Thái đời nhà Minh, đại thái giám Tào Thiếu Khâm của Đông xưởng bắt binh bộ thượng thư Dương Vũ Hiền tra tấn đến chết, đồng thời thả con trai và con gái của ông Dương ra làm mồi nhử dụ bộ hạ của ông Dương ngày trước là Châu Hoài An ra mặt, với mưu đồ bắt trọn lưới những bộ hạ cũ của ông. Nữ hiệp giang hồ Khưu Mạc Ngôn vì nhận lời nhờ thác của người tình Châu Hoài An mà trải qua mấy trận chém giết cứu được hai đứa con nhà họ Dương, và hẹn sẽ cùng hội hợp ở khách sạn Long Môn ngoài sa mạc, nào ngờ bị bọn quan lính của Đông xưởng giả trang bám đuôi theo sau.
Tại khách sạn Long Môn, cô chủ lẳng lơ đa tình Kim Tương Ngọc nảy sinh tình ý với Hoài An, nhưng anh đã có lời định tình hứa hẹn với Mạc Ngôn. Sau đó đại đội nhân mã của Tào Thiếu Khâm dần dần kéo tới, trong khách sạn bị bọn cao thủ hạng nhất Đông xưởng níu chân, lại thêm khí hậu bất thường nơi sa mạc, nhóm của Hoài An khổ sở không tìm được cách thoát thân. Qua sự tìm hiểu của mình, Hoài An biết được khách sạn có một đường hầm bí mật dẫn ra ngoài. Vì cứu hai đứa con nhà họ Dương, Hoài An đã không tiếc thân mình, hứa rằng sẽ kết hôn với Tương Ngọc nhưng thật chất là cố gắng tìm ra đường hầm, đồng thời bàn tính với nhóm Mạc Ngôn vào đêm tân hôn sẽ thoát ra ngoài bằng đường hầm đó, nào ngờ đại đội nhân mã của Tào Thiếu Khâm đã sắp tới nơi. Trong bão cát sa mạc, sinh tử ái hận đan xen, ba người Châu - Khưu - Kim cùng nhau hợp lực liên thủ đánh bại ác đồ Tào Thiếu Khâm.
Nhóm của Hoài An theo đường hầm thoát ra sa mạc, Tào Thiếu Khâm liền dẫn một nhóm lính đuổi theo. Bọn binh lính dần dần bị tiêu diệt, chỉ còn lại một mình Thiếu Khâm chiến đấu với ba người Châu - Khưu - Kim. Trong cuộc giao chiến, Mạc Ngôn bị thương nặng và bị lún sâu xuống cát. Thiếu Khâm sắp kết liễu Hoài An và Tương Ngọc, nhưng anh chàng đầu bếp của Tương Ngọc đã đến ứng cứu kịp thời. Anh đầu bếp dùng kỹ năng chặt thịt của mình chém nát một tay và một chân của tên đại thái giám, sau đó Hoài An giết chết hắn bằng cách đâm kiếm xuyên cổ hắn.
Mọi chuyện kết thúc, Hoài An nói lời tạm biệt Tương Ngọc rồi bỏ đi. Tương Ngọc và anh đầu bếp quyết định thiêu rụi khách sạn Long Môn rồi đi theo Hoài An.

## Diễn viên
- Lương Gia Huy vai Châu Hoài An
- Lâm Thanh Hà vai Khưu Mạc Ngôn
- Trương Mạn Ngọc vai Kim Tương Ngọc
- Chân Tử Đan vai Tào Thiếu Khâm
- Nhâm Thế Quan vai Hạ Hổ
- Viên Tường Nhân vai Thiết Trúc
- Từ Cẩm Giang vai Thiên Hộ
- Lưu Tuân vai Giả Đình
- Hùng Hân Hân vai Tào Thiêm
- Ngô Khải Hoa vai Lộ Tiểu Xuyên

## Phân tích
Trên là vài dòng tóm lược nội dung cuốn phim, sau đây tại hạ xin mạn phép nói đôi lời về từng nhân vật. Đầu tiên nói tới Khưu Mạc Ngôn. Lâm Thanh Hà từ một nữ tử thuần tình bước ra từ loạt phim chuyển thể Quỳnh Dao, được Từ Khắc săn đón và biến hóa một cách tuyệt luân thành một Đông Phương Bất Bại. Sau đó một lần nữa lại "nữ cải nam trang" xuất hiện trong sa mạc với hình tượng một nữ hiệp, vì yêu Châu Hoài An, ôm ấp lời ước hẹn mà nàng lựa chọn tìm đến nơi đao quang kiếm ảnh của sa mạc vô tình.
Châu Hoài An cuối cùng cũng đã đến, chàng đến mang theo nét phong lưu tiêu sái, nho nhã đa tình, huống chi còn là giáo đầu cấm quân chỉ huy 80 vạn đại quân, thử hỏi có nữ nhân nào không mảy may động tình.
Lão bản nương Kim Tương Ngọc cũng đã động tình, nhưng Hoài An đã có lời ước hẹn với Mạc Ngôn. Thật ra không phải Hoài An không có chút động tình với Tương Ngọc mà chỉ vì sự quấy rầy của cô chủ khách sạn làm Hoài An hết sức đau đầu, lần đầu gặp mặt hai người đã nảy sinh chút tình ý với nhau, Tương Ngọc nói "mưa gió tám phương cũng không bằng mưa gió ở Long Môn". Nhưng đứng trước cửa Quỷ Môn Quan thì cho dù là tính mạng cũng phải nhường đường chứ đừng nói chuyện yêu đương, vì để qua được cửa này Hoài An bất đắc dĩ dùng mỹ nam kế làm mồi, dụ Tương Ngọc nói ra mật đạo. Một bên là trung tín nghĩa hiệp, một bên là nhi nữ tình trường, canh bạc này Hoài An đặt hết vào tay Tương Ngọc. Nhưng khi canh bạc chỉ mới bắt đầu, Hoài An đã trắng tay, một khi chàng bước vào động phòng với Tương Ngọc thì không những khó thoát thân mà những kế hoạch tính toán ban đầu cũng bị phá sản, lại thêm đại binh của Tào Thiếu Khâm sắp sửa tới nơi. Trước tình thế nguy cấp, nhóm Mạc Ngôn đánh phá trùng vây xông ra nhưng toàn bộ đều gặp nạn, Mạc Ngôn trúng tiễn dẫn hai đứa trẻ trở lại quán trọ Long Môn.
Châu Hoài An nói với Mạc Ngôn: "Biết bao nhiêu là sóng gió, chúng ta đều thoát được tử thần, thế sự vô thường, nhân thế sở bức, huynh với muội khó mà biết được có qua được cửa cuối cùng này hay không".
Tình cảm của ba người dưới sự trấn áp của quân địch trước mắt càng được thúc đẩy lên tới mức cao trào. Vào đêm tân hôn, Khưu Mạc Ngôn nhìn thấy ống tiêu mà mình tặng cho Châu Hoài An nằm trong tay Kim Tương Ngọc khiến nàng đau khổ tột độ, nhân mượn cơ hội đấu tửu với bọn cao thủ Đông xưởng, nhưng rượu vào sầu càng sầu, hóa thành thương tâm lệ, Mạc Ngôn rơi nước mắt. Thật ra lúc mới bắt đầu Tương Ngọc đã ở thế hạ phong, ống tiêu đối với hai người Châu - Khưu chẳng qua chỉ là tín vật định tình, nhưng Tương Ngọc lại nghĩ rằng nếu chiếm hữu nó là sẽ chiếm hữu Hoài An.
Hoài An nói với Mạc Ngôn: "Cái ống tiêu đó không phải là huynh tặng cho Tương Ngọc, huynh thật không thể ngờ đã làm cho muội đau lòng như vậy, nhưng cũng may là có thể giải thích với muội, người ta nói loạn thế mạc tố nữ nhi tình, nhưng thật ra thì loạn thế nữ nhi tình càng nồng" (tức là trong thời loạn, thì đừng nói chi tới tình cảm của nữ nhi, nhưng thật ra vào thời loạn tình nữ nhi càng sâu đậm hơn). Mạc Ngôn nói "cái ống tiêu không lấy lại được", Hoài An nói "chỉ là vật ngoài thân, đâu bằng tình nghĩa bây giờ". Câu nói đó đối với Mạc Ngôn thật là một niềm an ủi hết sức lớn lao nhưng đối với Tương Ngọc lại như ly nước lạnh tạt vào mặt.
Kim Tương Ngọc không do dự đem lòng yêu Hoài An nhưng đa tình thường rất đau đầu, nàng không tin vào lời hứa "khi ra được Long Môn quan, Hoài An sẽ trở lại báo ân". Nàng chỉ cần Hoài An cùng nàng ân ái hưởng lạc đêm nay, nàng đã thấu rõ bọn đàn ông vô tình vô nghĩa, "nói làm là làm, làm xong là bỏ đi", liệu Hoài An có giống như bọn họ, cũng muốn lợi dụng nàng. Cho nên khi Hoài An trách "cô giống như sa mạc, vô tình vô nghĩa", Tương Ngọc đã đáp rằng "người ở sa mạc có ai mà không lo cho bản thân chứ, không lo cho người ngoài đâu, những người khách như huynh đạt tới mục đích là bỏ đi, tôi cũng học theo các huynh thôi". Đối với Hoài An, cứu con cháu trung lương là tình nghĩa, hi vọng cùng Mạc Ngôn an toàn rời khỏi quán trọ Long Môn cũng là tình nghĩa, nhưng rõ ràng Hoài An đã vô tình xao lãng tình nghĩa mà Tương Ngọc dành cho mình.
Dưới loạn tiễn bắn tới, Kim Tương Ngọc vẫn mạo hiểm quay lại nhặt ống tiêu cho Mạc Ngôn, còn Mạc Ngôn cũng không ngần ngại tính mạng trở ra cứu Tương Ngọc. Tương Ngọc trả ống tiêu cho Mạc Ngôn, nói rằng: "Ống tiêu của cô, đồ người ta bố thí tôi không lấy đâu", vẫn là một Kim Tương Ngọc chí tình chí tính thật khiến người ta tiếc thương và kính phục. Sau đó trong cuộc quyết đấu Mạc Ngôn bị thương dần dần bị lún sâu xuống cát, Hoài An nhìn dòng cát nuốt dần tình nhân của mình mà không cách tương cứu, tuyệt vọng đau đớn vô cùng. Sau cùng vẫn là Tương Ngọc biết giữ đại cục, nàng nói "Châu Hoài An, huynh là đàn ông, hai đứa nhỏ còn chờ huynh dẫn xuất quan". Một kiếm xuyên hầu, Hoài An và Tương Ngọc may mắn giết được Tào Thiếu Khâm. Trên sa mạc vô tình, thiên địa bất thường, gió cát gào thét, trong cơn bão cát, một ống tiêu cô độc đã tác thành cho sự kiên trì theo đuổi tình yêu của một nữ nhân dám yêu dám hận. Tương Ngọc dùng một ngọn lửa thiêu sạch sự nghiệp mà mình nhiều năm gầy dựng, thiêu rụi Long Môn khách sạn, đuổi theo Hoài An đến chân trời góc biển.